# Gunnera tamanensis
Gunnera tamanensis är en gunneraväxtart som beskrevs av L.E. Mora-osejo. Gunnera tamanensis ingår i släktet gunneror, och familjen gunneraväxter. Inga underarter finns listade.